# اوگنی کابائف
اوگنی کابائف (روسی: Евгений Геннадьевич Кабаев؛ زادهٔ ۲۸ فوریهٔ ۱۹۸۸) بازیکن فوتبال اهل روسیه است.
از باشگاه‌هایی که در آن بازی کرده‌است می‌توان به باشگاه فوتبال پرسیجا جاکارتا و باشگاه فوتبال سیلامائه کالو اشاره کرد.